# Angicourt
Angicourt é uma comuna francesa na região administrativa de Altos da França, no departamento de Oise. Estende-se por uma área de 4,96 km². Em 2010 a comuna tinha 1 430 habitantes (densidade: 288,3 hab./km²).